# Cassistrellus
Cassistrellus – rodzaj ssaków z podrodziny mroczków (Vespertilioninae) w obrębie rodziny mroczkowatych (Vespertilionidae).

## Rozmieszczenie geograficzne
Rodzaj obejmuje gatunki występujące w Nepalu, Laosie, Tajlandii i Wietnamie.

## Morfologia
Długość ciała (bez ogona) 59–66 mm, długość ogona 40–52 mm, długość ucha 14,6–16 mm, długość tylnej stopy 12–15 mm, długość przedramienia 43–47,5 mm; masa ciała 12–15 g.

## Systematyka
Rodzaj zdefiniował w 2014 roku międzynarodowy zespół teriologów (Szwajcar Manuel Ruedi, Kanadyjczycy Judith L. Eger i Burton K. Lim oraz Węgier Gábor Csorba) w artykule poświęconym nowemu rodzajowi i gatunkowi mroczka z regionu Indomalajskiego opublikowanym na łamach Journal of Mammalogy. Na gatunek typowy autorzy wyznaczyli (oryginalne oznaczenie) mroczka zesłanego (C. dimissus).

### Etymologia
Cassistrellus: łac. cassis, cassidis ‘metalowy hełm’; rodzaj Pipistrellus Kaup, 1829 (karlik).

### Podział systematyczny
Do rodzaju należą następujące gatunki:
| Grafika | Gatunek                   | Autor i rok opisu                    | Nazwa zwyczajowa | Podgatunki         | Rozmieszczenie geograficzne | Podstawowe wymiary                                        | Status IUCN |
| ------- | ------------------------- | ------------------------------------ | ---------------- | ------------------ | --- | --------------------------------------------------------- | ----------- |
|         | Cassistrellus yokdonensis | Ruedi, Eger, B.K. Lim & Csorba, 2017 |                  | gatunek monotypowy | endemit Wietnamu: znany tylko z Parku Narodowego Yok Đôn                                                                                                  | DC: 6,1–6,6 cm DO: 4,6–5,2 cm DP: 4,3–4,7 cm MC: 12–15 g  | NE          |
|         | Cassistrellus dimissus    | (O. Thomas, 1916)                    | mroczek zesłany  | gatunek monotypowy | południowy Nepal (Park Narodowy Ćitwan), północny Laos (Ban Naten) i południowa Tajlandia (Park Narodowy Tai Rom Yen); zakres wysokości: 190–675 m n.p.m. | DC: 5,9–6,3 cm DO: 4–4,1 cm DP: 3,9–4,2 cm MC: około 15 g | DD          |

Kategorie IUCN:  DD  – gatunki o nieokreślonym stopniu zagrożenia;  NE  – gatunki niepoddane jeszcze ocenie.